# Baranjsko Petrovo Selo
Baranjsko Petrovo Selo – wieś w Chorwacji, w żupanii osijecko-barańskiej, w gminie Petlovac. W 2011 roku liczyła 525 mieszkańców.